# Sempervivum hayekii
Sempervivum hayekii är en fetbladsväxtart som beskrevs av Gordon Douglas Rowley. Sempervivum hayekii ingår i släktet taklökar, och familjen fetbladsväxter. Inga underarter finns listade i Catalogue of Life.